# Người Slav Đông

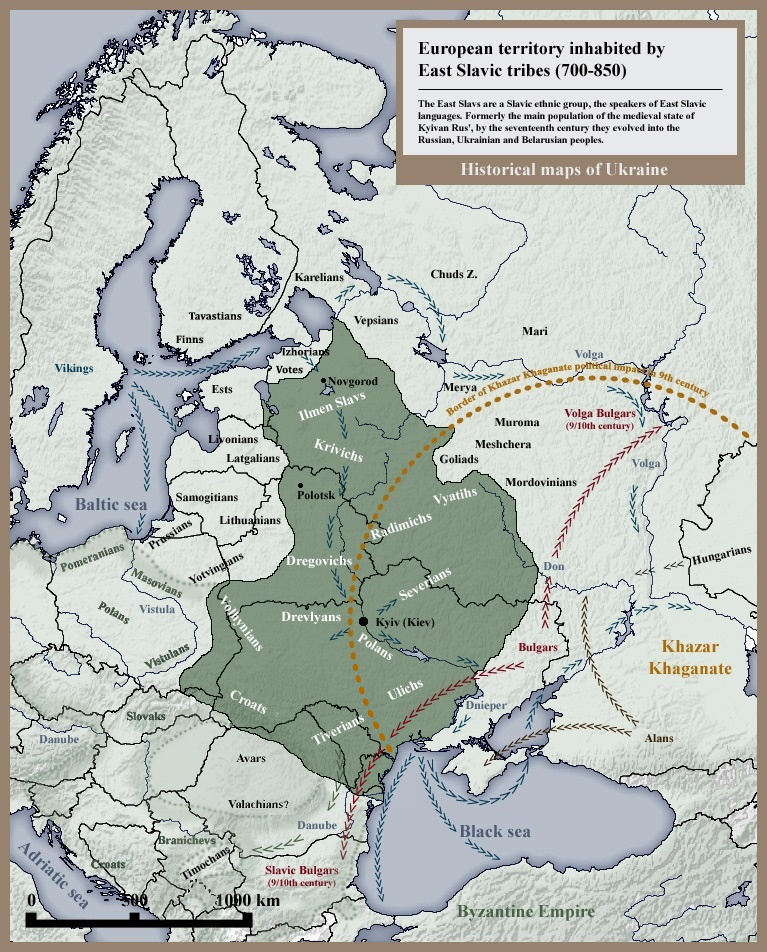
Phạm vi tối đa của lãnh thổ châu Âu có các bộ lạc Slav Đông - tiền thân của Kiev Rus', quốc gia Slav Đông đầu tiên - vào thế kỷ thứ 8 và 9.

Slav Đông là các dân tộc Slav nói các ngôn ngữ Slav Đông. Trước đây, họ là dân cư chủ yếu của Nhà nước Rus' Kiev thời trung cổ. Vào thế kỷ 16 họ dần phân chia thành các sắc dân: người Belarus, người Nga, người Ukraina và người Rusyn.

## Lịch sử

### Hình thành
Các nhà nghiên cứu biết khá ít về người Slav Đông tại thời điểm trước năm 859, khi có Biên niên sử ghi lại các sự kiện của thời kỳ đầu. Người Slav phương Đông thời kỳ đầu này rõ ràng thiếu ngôn ngữ viết. Một số khám phá từ các công trình khảo cổ, ghi chép của người nước ngoài về vùng đất của người Nga và các phân tích so sánh ngôn ngữ của các ngôn ngữ Slav.
Rất ít tài liệu của người bản xứ có niên đại trước thế kỷ 11 (không có tài liệu nào trước thế kỷ thứ 10) còn tồn tại. Bản thảo lớn đầu tiên có thông tin về lịch sử của Rus, Biên niên sử chính, xuất hiện từ cuối thế kỷ 11 và đầu thế kỷ 12. Nó liệt kê 12 bộ lạc Slav vào thế kỷ thứ 10, họ đã định cư trên lãnh thổ của Kiev Rus giữa Tây Bug, Dniepr và Biển Đen: Ba Lan, Drevlyan, Dregovich, Radimich, Vyatich, Krivich, Slovenia, Dulebe (sau này được gọi là Volhynia và Buzhan), Bạch Croatia, Severia, Ulich và Tivertsi.

### Di chuyển
Không có sự đồng thuận giữa các học giả về khu vực xuất xứ của người Slav. Trong thiên niên kỷ thứ nhất sau Công nguyên, những người định cư Slav có khả năng đã tiếp xúc với các nhóm dân tộc khác di chuyển qua Đồng bằng Đông Âu trong Thời kỳ Di cư. Giữa thế kỷ thứ nhất và thứ chín, người Sarmati, Hung, Alan, Avar, Bulgar và Magyar đã đi qua thảo nguyên Pontic trong cuộc di cư về phía Tây của họ. Mặc dù một số người trong số họ có thể chiếm khu vực của người Slav, những bộ lạc nước ngoài này chỉ để lại một chút dấu vết ở vùng đất Slav. Trong thời kỳ đầu Trung Cổ, người Slav sống lan rộng, những người nông dân, người nuôi ong, thợ săn, ngư dân, người chăn gia súc và bẫy thú. Đến thế kỷ thứ 8, người Slav là nhóm dân tộc thống trị trên đồng bằng Đông Âu.
Đến năm 600 sau Công nguyên, người Slav đã phân chia ngôn ngữ thành các nhánh phía Nam, phía Tây và phía Đông. Người Slav Đông đã thực hành các phương pháp nông nghiệp "đốt rừng", tận dụng các khu rừng rộng lớn nơi họ định cư. Phương pháp nông nghiệp này liên quan đến việc dọn sạch các vùng rừng bằng lửa, canh tác nó và sau đó tiếp tục sau một vài năm. Nông nghiệp nương rẫy đòi hỏi phải di chuyển thường xuyên, bởi vì đất được trồng theo cách này chỉ mang lại thu hoạch tốt trong một vài năm trước khi cạn kiệt, và sự phụ thuộc vào việc cắt giảm và đốt nông nghiệp của Slav Đông giải thích sự lan rộng nhanh chóng của chúng qua Đông Âu. Người Slav Đông đã tràn vào Đông Âu qua hai dòng di cư. Một nhóm các bộ lạc định cư dọc theo Sông Dnepr ở phía Bắc Ukraina và Belarus ở phía Bắc; sau đó họ di cư lên phía Bắc đến thung lũng Volga, phía Đông Moskva ngày nay và phía Tây tới phía Bắc các lưu vực của sông Dniester và sông Nam Buh ở Ukraina và miền Nam Ukraina ngày nay.
Một nhóm khác của Slav Đông di chuyển đến phía Đông Bắc, nơi họ gặp phải người Varangia của Hãn quốc Rus' và thành lập một trung tâm khu vực quan trọng của Novgorod. Dân số Slav tương tự cũng định cư ở vùng Tver ngày nay và vùng Beloozero. Khi đến vùng đất của Merya gần Rostov họ đã liên kết với nhóm người di cư Slav Dnepr.

### Thời kỳ Tiền Kiev
Vào thế kỷ thứ tám và thứ chín, các nhánh phía Nam của các bộ lạc Slav Đông phải tỏ lòng tôn kính đối với người Khazar, một tộc người Thổ Nhĩ Kỳ đã tiếp nhận đạo Do Thái vào cuối thế kỷ thứ tám hoặc thứ chín và sống ở miền Nam Volga và Kavkaz. Gần như trong cùng thời kỳ, người Slav Ilmen và Krivich bị chi phối bởi người Varangia của Hãn quốc Rus', người kiểm soát tuyến giao thương giữa Biển Baltic và Đế quốc Byzantine.
Các trung tâm bộ lạc sớm nhất của Slav Đông bao gồm Novgorod, Izboursk, Polotsk, Gnezdovo và Kiev. Khảo cổ học chỉ ra rằng chúng xuất hiện vào đầu thế kỷ thứ mười, ngay sau khi người Slav và người Phần Lan ở Novgorod đã nổi dậy chống lại người Bắc Âu và buộc họ phải rút về Scandinavia. Triều đại của Oleg xứ Novgorod vào đầu thế kỷ thứ mười đã chứng kiến sự trở lại của người Varangia đến Novgorod và di dời thủ đô của họ đến Kiev trên Dnepr. Từ căn cứ này, dân số Varangia-Slav hỗn hợp (được gọi là Rus) đã tiến hành một số cuộc viễn chinh chống lại Constantinople.
Lúc đầu, giới cầm quyền chủ yếu là người Bắc Âu, nhưng nó đã bị Slav hóa nhanh chóng vào giữa thế kỷ. Sviatoslav I của Kiev (người trị vì trong thập niên 960) là người cai trị đầu tiên của Rus với tên Slav Giáo hội.

### Thời kỳ Hậu Kiev
Sự tan rã, hoặc phân chia chính trị của Kiev Rus'' trong thế kỷ 11 đã dẫn đến sự thay đổi dân số đáng kể và sự phục hồi chính trị, xã hội và kinh tế. Kết quả cuối cùng của các lực lượng này kết hợp lại là sự xuất hiện rõ rệt của các dân tộc mới. Trong khi các quá trình này bắt đầu từ lâu trước khi Kiev sụp đổ, sự sụp đổ của nó đã thúc đẩy những sự phát triển dần dần này thành một sự khác biệt đáng kể về ngôn ngữ và sắc tộc giữa những người Nga thành người Ukraina, người Belarus và người Nga. Tất cả những điều này được nhấn mạnh bởi khác biệt chính trị giai đoạn tiếp theo mà các nhóm này di cư đến: phía Tây Nam và phía Tây Rus', nơi người Ruthia và sau đó là bản sắc Ukraina và Belarus phát triển, chịu sự ảnh hưởng của Litva và sau đó là Ba Lan; trong khi bản sắc dân tộc Nga phát triển ở phía Đông Bắc Muscovite và phía Bắc Novgorod.

## Các sắc tộc Slav Đông hiện đại

Người dân tộc Nga ở các nước thuộc Liên Xô cũ theo điều tra dân số gần đây nhất

Các sắc tộc Slav Đông hiện đại và các nhóm dân tộc/dân tộc thiểu số bao gồm:
- Người Belarus
  - Litvin
- Người Nga
  - Lipovans
  - Polekhs
  - Pomor
- Rusyns
  - Boyko
  - Hutsuls
  - Lemkos
  - Pannonian Rusyns
- Người Ukraina
- Nhóm tạm thời:
  - Cossack (Nga-Ukraina-Belarus)
  - Goryuns (Nga-Ukraina-Belarus)
  - Poleshuks (Belarus-Ukraina)

## Thư viện ảnh

Ba thế hệ của một gia đình Nga, năm 1910
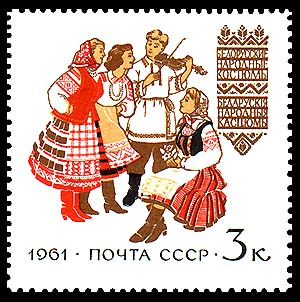
Người Belarus trong trang phục truyền thống
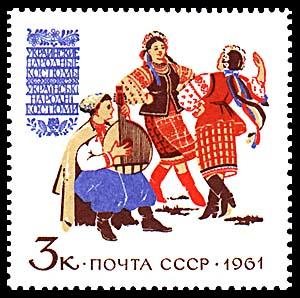
Người Ukraina trong trang phục truyền thống
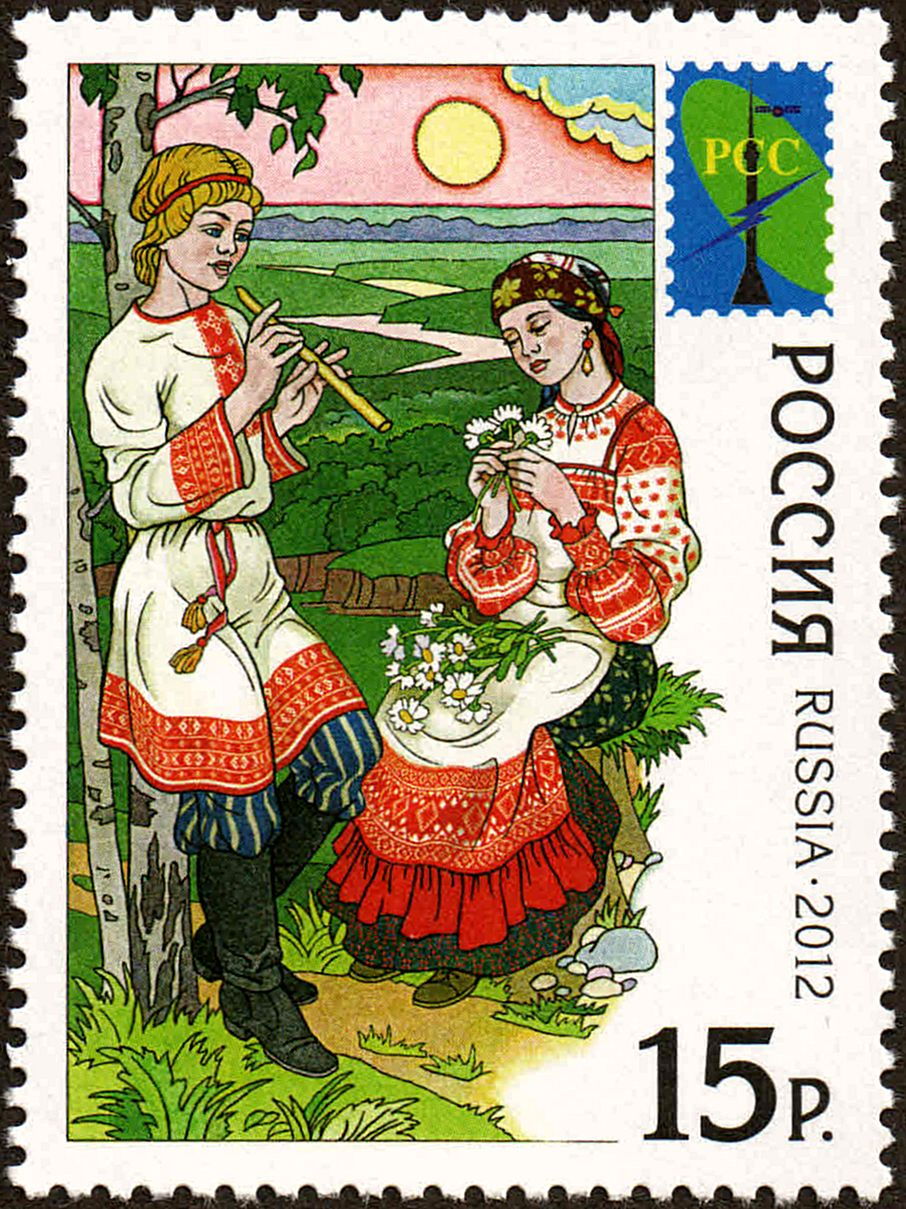
Người Nga trong trang phục truyền thống ở vùng Vologda
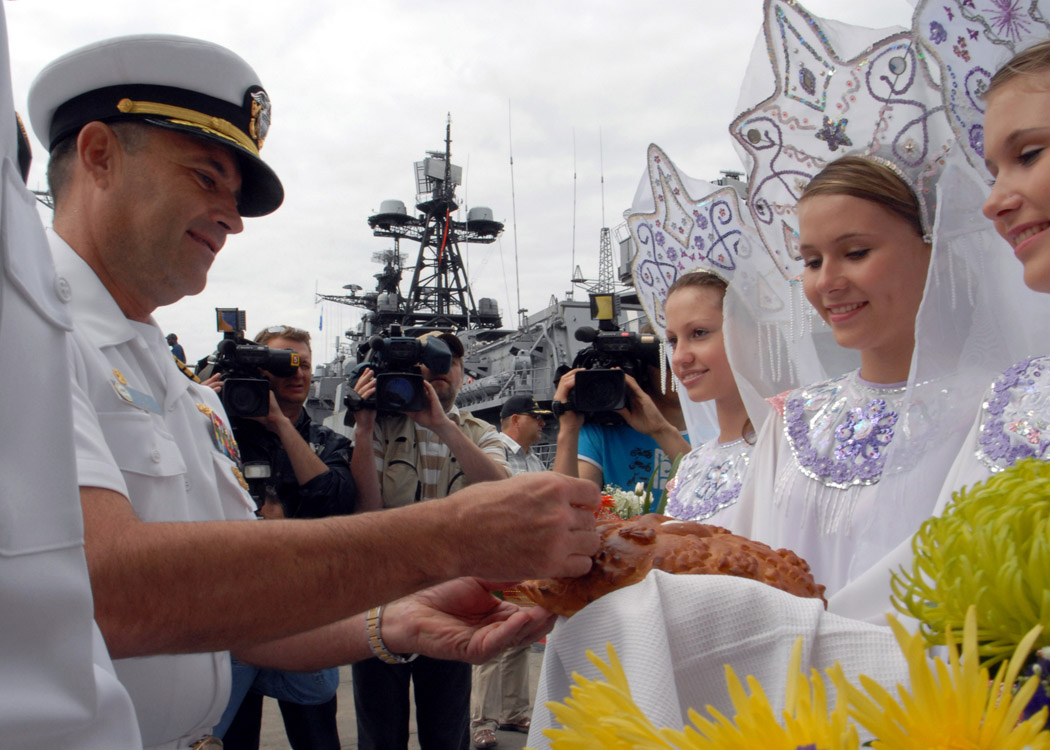
Lễ đón bánh mì và muối ở Vladivostok, Nga
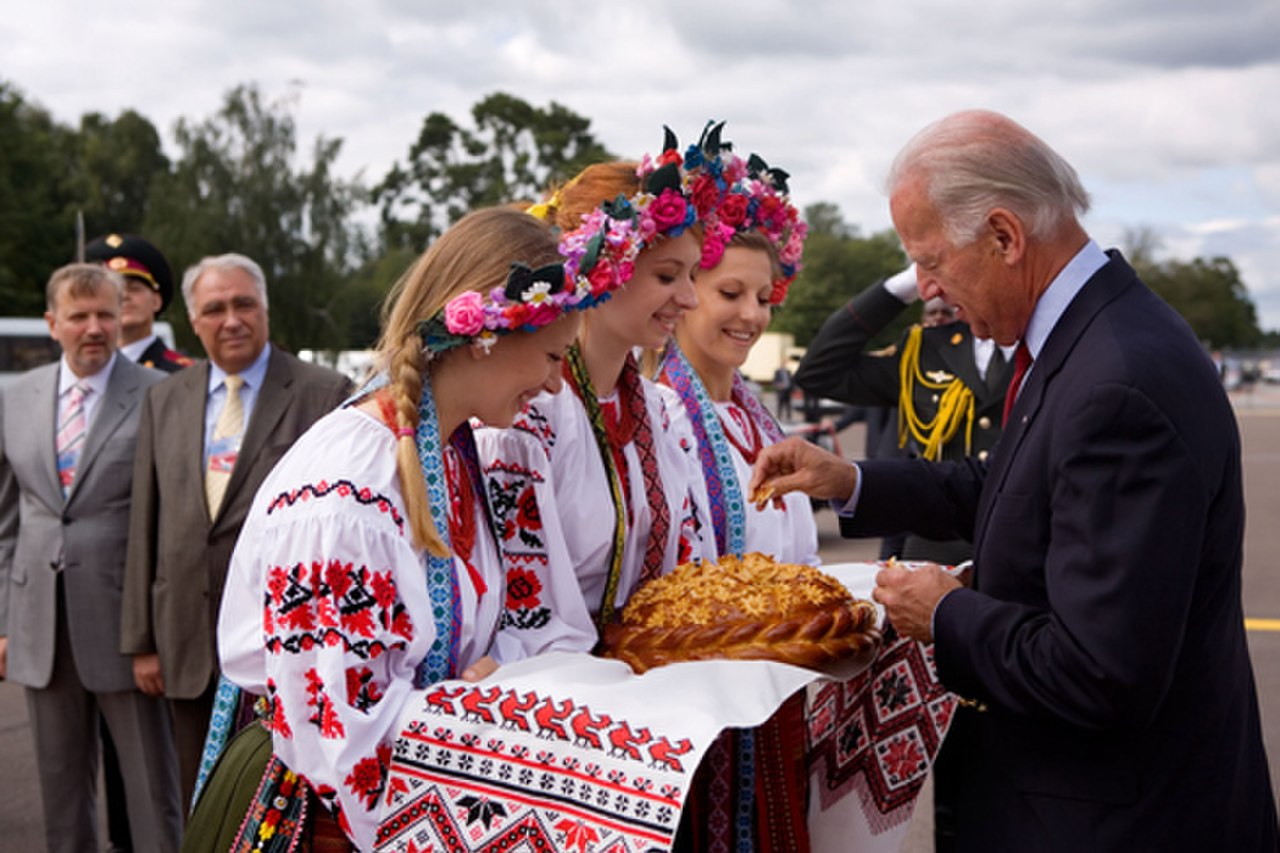
Joe Biden đang cùng người Ukraina làm lễ đón bánh mì và muối ở Kiev